# Disembolus hyalinus
Disembolus hyalinus is een spinnensoort uit de familie hangmatspinnen (Linyphiidae). De soort komt voor in Canada.